# Phycosoma ripa
Espèce
Synonymes
- Dipoena ripa Zhu, 1998

Phycosoma ripa est une espèce d'araignées aranéomorphes de la famille des Theridiidae.

## Distribution
Cette espèce est endémique de Chine. Elle se rencontre au Hubei et à Chongqing.

## Description
La femelle holotype mesure 2,35 mm

## Systématique et taxinomie
Cette espèce a été décrite sous le protonyme Dipoena ripa par Zhu en 1998. Elle est placée dans le genre Phycosoma par Liu, Liang, Yin et Xu en 2025.

## Publication originale
- Zhu, 1998 : Fauna Sinica: Arachnida: Araneae: Theridiidae. Science Press, Beijing, p. 1-436.